# Lysiteles
Lysiteles es un género de arañas cangrejo de la familia Thomisidae.

## Especies
- Lysiteles ambrosii Ono, 2001
- Lysiteles amoenus Ono, 1980
- Lysiteles anchorus Zhu, Lian & Ono, 2004
- Lysiteles annapurnus Ono, 1979
- Lysiteles arcuatus Tang, Yin, Peng, Ubick & Griswold, 2008
- Lysiteles auriculatus Tang, Yin, Peng, Ubick & Griswold, 2008
- Lysiteles badongensis Song & Chai, 1990
- Lysiteles bhutanus Ono, 2001
- Lysiteles bicuspidatus Yu, Li & Jin, 2017
- Lysiteles boteus Barrion & Litsinger, 1995
- Lysiteles brunettii (Tikader, 1962)
- Lysiteles catulus Simon, 1895
- Lysiteles clavellatus Tang, Yin, Peng, Ubick & Griswold, 2008
- Lysiteles conflatus Tang, Yin, Peng, Ubick & Griswold, 2008
- Lysiteles conicus Tang, Yin, Peng, Ubick & Griswold, 2007
- Lysiteles coronatus (Grube, 1861)
- Lysiteles corrugus Tang, Yin, Peng, Ubick & Griswold, 2008
- Lysiteles curvatus Tang, Yin, Peng, Ubick & Griswold, 2008
- Lysiteles davidi Tang, Yin, Peng, Ubick & Griswold, 2007
- Lysiteles dentatus Tang, Yin, Peng, Ubick & Griswold, 2007
- Lysiteles dianicus Song & Zhao, 1994
- Lysiteles digitatus Zhang, Zhu & Tso, 2006
- Lysiteles distortus Tang, Yin, Peng, Ubick & Griswold, 2008
- Lysiteles excultus (O. Pickard-Cambridge, 1885)
- Lysiteles furcatus Tang & Li, 2010
- Lysiteles guoi Tang, Yin, Peng, Ubick & Griswold, 2008
- Lysiteles himalayensis Ono, 1979
- Lysiteles hongkong Song, Zhu & Wu, 1997
- Lysiteles inflatus Song & Chai, 1990
- Lysiteles kunmingensis Song & Zhao, 1994
- Lysiteles leptosiphus Tang & Li, 2010
- Lysiteles lepusculus Ono, 1979
- Lysiteles linzhiensis Hu, 2001
- Lysiteles magkalapitus Barrion & Litsinger, 1995
- Lysiteles maius Ono, 1979
- Lysiteles mandali (Tikader, 1966)
- Lysiteles miniatus Ono, 1980
- Lysiteles minimus (Schenkel, 1953)
- Lysiteles minusculus Song & Chai, 1990
- Lysiteles montivagus Ono, 1979
- Lysiteles niger Ono, 1979
- Lysiteles nudus Yu & Zhang, 2017
- Lysiteles okumae Ono, 1980
- Lysiteles parvulus Ono, 1979
- Lysiteles punctiger Ono, 2001
- Lysiteles qiuae Song & Wang, 1991
- Lysiteles saltus Ono, 1979
- Lysiteles silvanus Ono, 1980
- Lysiteles sorsogonensis Barrion & Litsinger, 1995
- Lysiteles spirellus Tang, Yin, Peng, Ubick & Griswold, 2008
- Lysiteles subdianicus Tang, Yin, Peng, Ubick & Griswold, 2008
- Lysiteles suwertikos Barrion & Litsinger, 1995
- Lysiteles torsivus Zhang, Zhu & Tso, 2006
- Lysiteles transversus Tang, Yin, Peng, Ubick & Griswold, 2008
- Lysiteles umalii Barrion & Litsinger, 1995
- Lysiteles uniprocessus Tang, Yin, Peng, Ubick & Griswold, 2008
- Lysiteles vietnamensis Logunov & Jäger, 2015
- Lysiteles wenensis Song, 1995
- Lysiteles wittmeri Ono, 2001